# Dragon Con
La Dragon Con, también llamada Dragon*Con o DragonCon, es una convención anual multigénero, fundada en 1987, que tiene lugar en Atlanta, Georgia, durante el fin de semana del día del trabajo (el primer lunes de septiembre). Este evento se centra en la ciencia ficción y la fantasía, los juegos, los cómics, la literatura, el arte, la música y el cine en el universo.

## Impacto económico
En 2015 se registró que la Dragon Con atrajo a unas 65.000 personas, obtuvo un impacto económico directo de unos 65 millones de dólares, todo esto según datos de la Oficina de Convenciones y Visitantes de Atlanta. De acuerdo a las estadísticas proporcionadas por la Universidad Estatal de Georgia, la Dragon Con logró superar los 21 millones de dólares en ingresos.